# Transmorphers: Fall of Man
Transmorphers: Fall of Man is een Amerikaanse film uit 2009 van The Asylum met Bruce Boxleitner. De film is een prequel op Transmorphers uit 2007.

## Verhaal
Buitenaardse robots vallen de aarde aan. Een groep overlevenden ziet zich gedwongen om zich ondergronds te verschuilen.

## Rolverdeling
| Acteur           | Personage       |
| ---------------- | --------------- |
| Bruce Boxleitner | Hadley Ryan     |
| Jennifer Rubin   | Dr. Jo Summers  |
| Shane Van Dyke   | Jake Van Ryberg |
| Alana DiMaria    | Madison Ryan    |
| Russ Kingston    | Stan Weston     |